# Calle 14–Octava Avenida (metro de Nueva York)
La Calle 14–Octava Avenida es un complejo de estaciones del metro de la ciudad de Nueva York  compartida con la línea Canarsie y la línea de la Octava Avenida. Está localizada entre la Octava Avenida y la Calle 14 en Manhattan, y es servida todo el tiempo por los trenes A, E, L y los trenes del servicio C excepto en las madrugadas. Las entradas están localizada en la esquina con la Octava Avenida y las calles 14, 15 y 16. Todo el complejo está equipado con accesibilidad bajo la Ley ADA.

## Línea de la Octava Avenida
La Calle 14 en la línea de la Octava Avenida tiene cuatro vías y dos plataformas centrales. Esta es la estación meridional de la línea de la Octava Avenida que en realidad se encuentra bajo la propia Octava Avenida; al sur de esta línea los trenes giran en la Sexta Avenida vía la Avenida Greenwich.

## Línea Canarsie
La Octava Avenida en la línea Canarsie tiene dos vías y una plataforma central. Es la terminal occidental de la línea Canarsie.

## Puntos de interés cercanos
- Abdingdon Square
- Balduccis gourmet food market
- The Blue Note jazz club
- Galerías de arte de Chelsea al oeste de la Décima Avenida
- Chelsea Piers Sports Complex
- La High Line, un parque elevado en las antiguas vías del tren
- Hudson River Park
- Distrito Meatpacking
- Saint Vincent's Hospital
- Westbeth Artists Community
- West Village
- White Horse Tavern – taberna más antigua de Nueva York

## Conexiones de autobuses
- M14
- M20